# Milan Stanislav Ďurica
Milan Stanislav Ďurica (13. srpna 1925, Krivany – 25. ledna 2024, Bratislava) byl slovenský historik, publicista, překladatel a římskokatolický kněz žijící do roku 1998 v Itálii. Zaměřoval se zejména na slovenské dějiny.

## Život
Studoval v Turíně, Ženevě, Lovani a postgraduální studium absolvoval ve Vídni, Padově, Bonnu a Kolíně nad Rýnem. Teologickou disertaci psal o turínském plátně, habilitaci v oboru politických věd získal v Padově.
V roce 1956 se stal profesorem teologie na Salesiánské vysoké škole teologické v Abano Terme, v roce 1967 profesorem politických a ústavních dějin východoevropských států a nějakou dubu vyučoval i slovenštinu na Padovské univerzitě. Stal se spoluzakladatelem a generálním tajemníkem Ústredia slovenských katolíckych študentov a intelektuálov (ÚSKI), členem předsednictva a posléze předsedou Slovenského ústavu v Římě (SÚR) a redaktorem jeho ročenky Slovak Studies.V souvislosti s přípravami a průběhem Druhého vatikánského koncilu byl odborným poradcem (peritus) papežské komise pro disciplínu kléru a laiků. V roce 1969 založil středisko východoevropských studií (Centro di studi sull'Europa orientale). Založil a redigoval ročenku Institutu slovanské filologie při Univerzitě v Padově, Il Mondo Slavo. Byl spoluautorem několika encyklopedií. Je výborným znalcem západních archivů a knihoven.
V roce 1995 obdržel od italského prezidenta vysoké vyznamenání „Za zásluhy Italské republiky“. Na Vánoce roku 1997 úplně ztratil sluch, odešel do důchodu a v roce 1998 se vrátil na Slovensko.
Od roku 1993 působil jako profesor církevních dějin na Cyrilo-metodějské bohoslovecké fakultě UK v Bratislavě. Na Slovensku se zasadil o založení Slovenského historického ústavu v Římě a Ústavu dějin křesťanství na Slovensku (1996).

## Dílo
Podle Jubilejního sborníku vydaného na jeho počest napsal asi 1700 bibliografických jednotek. Krom toho se věnoval překladům do slovenštiny a italštiny.

### Dejiny Slovenska a Slovákov
V roce 1995 vydal komentovanou chronologii slovenských dějin „Dějiny Slovenska a Slováků“ (Dejiny Slovenska a Slovákov), jejíž druhé vydání bylo v roce 1996 z iniciativy tehdejší ministryně školství Evy Slavkovské distribuováno jako učební pomůcka pro slovenské školy. Distribuce knihy byla částečně financována z fondů EU.
Na počátku roku 1997 se ke knize postavili výrazně kriticky někteří pracovníci Historického ústavu Slovenské akademie věd, Slovenský svaz protifašistických bojovníků a slovenští židé. Vzhledem ke spolufinancování z peněz Evropské unie se kauza dostala na mezinárodní úroveň. Ministerstvo školství bylo pod tlakem EU donuceno v červenci 1997 nedoporučit knihu používat jako učební pomůcku ve školách. 24. září 1997 zorganizovala Křesťansko-sociální unie (KSÚ) tiskovou konferenci na obranu jeho knihy, kde její odpůrce označila za marxisty a čechoslovakisty. V knize „Přiblížit se k pravdě“ (Priblížiť sa k pravde) uvedl odborné argumenty ve prospěch své knihy. Kniha se od té doby na Slovensku dočkala dalších vydání.

### Jozef Tiso (1887–1947), životopisný profil
Kniha je psána s otevřenými sympatiemi k Jozefu Tisovi, je považována za polemickou a kontroverzní[kým?]. Autor v ní mimo jiné navrhuje Tisovo blahořečení. Podle slovenského historika Ivana Kamence v ní Ďurica manipuluje s historickými fakty.

### Známá díla
- La Slovacchia a le sue relazioni politiche con la Germania 1938–1945. Vol I. (Padova 1964)
- Die Slowakei in der Märzkrise 1939 (1964)
- Dr. Jozef Tiso and the Jewish Problem in Slovakia (1957)
- Dejiny Slovenska a Slovákov (Slov. ped. nakladateľstvo Brat. 1995)
- Priblížiť sa k pravde (Bratislava 1997)
- Milan Rastislav Štefánik vo svetle talianskych dokumentov (THB 1998)
- Jozef Tiso (1887–1947), Životopisný profil. (Lúč, Bratislava, 2006)
- Židia zo Slovenska v dejinách kultúry a vedy (Lúč, Bratislava, 2008)